# Limba Oceanului

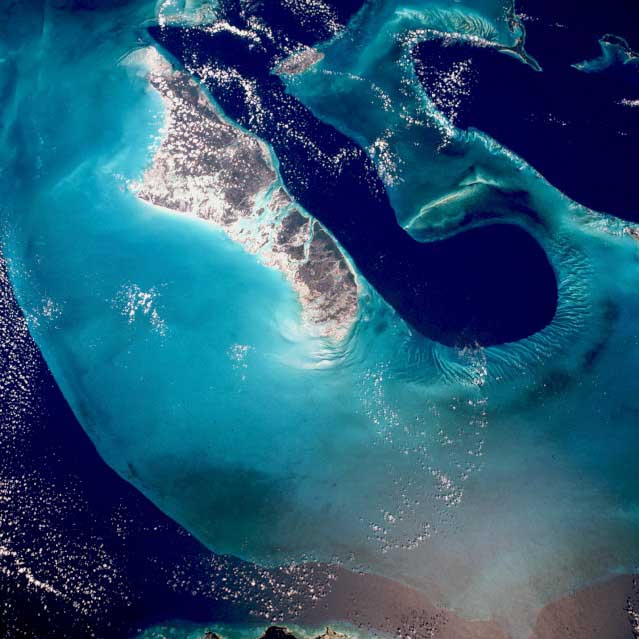
Vedere din satelit

Limba Oceanului (engleză: Tongue of the Ocean) este o fosă oceanică prin mijlocul insulelor Bahamas, care separă Andros de New Providence. 